# Güémez
Güémez là một đô thị thuộc bang Tamaulipas, México. Năm 2005, dân số của đô thị này là 14424 người.